# Plucker
Pour les articles homonymes, voir Plücker.
 (mai 2008).
Si vous disposez d'ouvrages ou d'articles de référence ou si vous connaissez des sites web de qualité traitant du thème abordé ici, merci de compléter l'article en donnant les références utiles à sa vérifiabilité et en les liant à la section « Notes et références ».

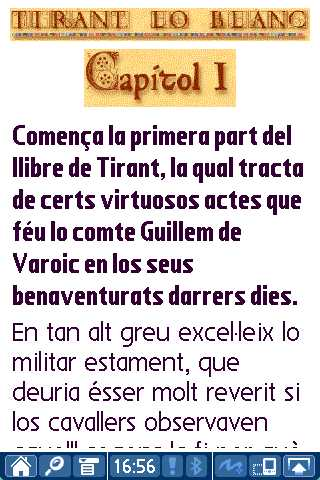
Version Plucker du Tirant lo Blanc.

Plucker est un lecteur Web offline et lecteur libre eBook pour Palm OS, Windows Mobile (PocketPC), et autres agendas électroniques.
Plucker fonctionne sous UNIX, Linux, Microsoft Windows et Mac OS X.
Les pages désirées sont retravaillées, compressées et transférées sur un PDA pour être accessible avec le visionneur Plucker
Plucker supporte différentes caractéristiques dont
- Image cliquable (déplacement, zoom)
- Italique
- Fontes particulières
- Affichage configurable (rotation, barre de menu)
- Compression Zlib
- Programmable en Python, C++ et Perl

Il est possible de générer une version statique de Wikipédia pour pouvoir la consulter sur un agenda électronique sans devoir se connecter à Internet.
Plucker est sous licence GPL.